# Józef Wittlin
Józef Wittlin (Dmytrovychi, 17 augustus 1896 - New York, 28 februari 1976) was een Pools-Amerikaans Schrijver, dichter en vertaler.

## Biografie
Na zijn afstuderen aan een klassiek gymnasium, trad Józef Wittlin bij het uitbreken van de Eerste Wereldoorlog in augustus 1914 toe tot de vrijwillige militaire formatie van het Pools Legioen. Zijn eenheid werd echter al snel ontbonden vanwege de weigering van de Polen om trouw te zweren aan de Oostenrijks-Hongaarse regering. Vervolgens ging hij naar Wenen en Lviv, waar hij filosofie en taalkunde studeerde. Hij sloot zich later aan bij de dichtersgroepSkamander onder leiding van Julian Tuwim en Antoni Słonimski , en de kring van schrijvers die verbonden was aan het weekblad Wiadomości Literackie (Het 'literaire nieuws'). Met zijn vriend Joseph Roth trad hij in 1916 opnieuw toe tot het Oostenrijkse leger. Na enige militaire training werd hij opgeroepen voor de infanterie. Kort voordat hij naar het Italiaanse front werd gestuurd, kreeg hij roodvonk. Bijgevolg werd hij verhinderd van directe deelname aan de gevechten. Zijn militaire dienstplicht vond plaats ver van het front en bestond onder meer uit het werken als vertaler in krijgsgevangenenkampen met Italiaanse soldaten.
In 1922 verhuisde hij naar Łódź en in 1927 naar Warschau. In 1924 trouwde hij met Halina Handelsmann. In die tijd maakte hij uitgebreide reizen doorheen Europa. Deze reizen zouden later zijn werk aanzienlijk beïnvloedden. Bij het uitbreken van de Tweede Wereldoorlog woonde hij in Parijs, vanwaar hij bij de Duitse inval in Frankrijk in mei 1940 werd vluchtte naar Biarritz. Met de hulp van Hermann Kesten slaagde hij er met zijn gezin in om in januari 1941 te ontsnappen uit Nice via Spanje en Portugal naar New York, waar hij na de oorlog bleef wonen. Hij redigeerde daar Tygodnik Polski, legde  contacten met Kultura, een maandelijks Poolse emigrantenkrant die in Parijs verscheen, Wiadomości, het Londense weekblad onder redactie van Mieczysław Grydzewski , en Radio Free Europe.

## Werken
- (pl)  Hymny, 1920.
- (pl)  Wojna, pokój i dusza poety, 1925.
- (pl)  Ze wspomnień byłego pacyfisty, 1929.
- (pl)  Etapy, 1933.
- (pl)  Sól ziemi (Het zout der aarde), 1935.
- (pl)  Mój Lwów, 1946 (Mijn Lwów; vertaald door Dirk Zijlstra, Amsterdam, Van Oorschot, 2024).
- (pl)  Orfeusz w piekle XX wieku, 1963.
- (pl)  Poezje, 1978 (postuum).

- Bibsys: 90733026
- Biblioteca Nacional de España: XX1161283
- Bibliothèque nationale de France: cb12055217z (data)
- CiNii: DA05663297
- Digitale Bibliotheek voor de Nederlandse Letteren: witt177
- Gemeinsame Normdatei: 118807730
- International Standard Name Identifier: 0000 0001 0855 5607
- Library of Congress Control Number: n81118552
- Nationale Bibliotheek van Letland: 000337978
- MusicBrainz: b67cb922-66b8-4448-b2c3-94aeb4022c4f
- Nationale Bibliotheek van Tsjechië: js20020925363
- Nationale Bibliotheek van Israël: 987007280649205171
- Nationale en Universitaire bibliotheek Zagreb: 000067335
- Nederlandse Thesaurus van Auteursnamen: 071488286
- Réseau des bibliothèques de Suisse occidentale: 02-A003982146
- Istituto Centrale per il Catalogo Unico: MILV023467
- LIBRIS: 299916
- SNAC: w6rb7d4h
- Système universitaire de documentation: 028789113
- Virtual International Authority File: 17243203
- WorldCat: E39PBJjhFmrPqXqcdGVJvYj6Kd